# Квос

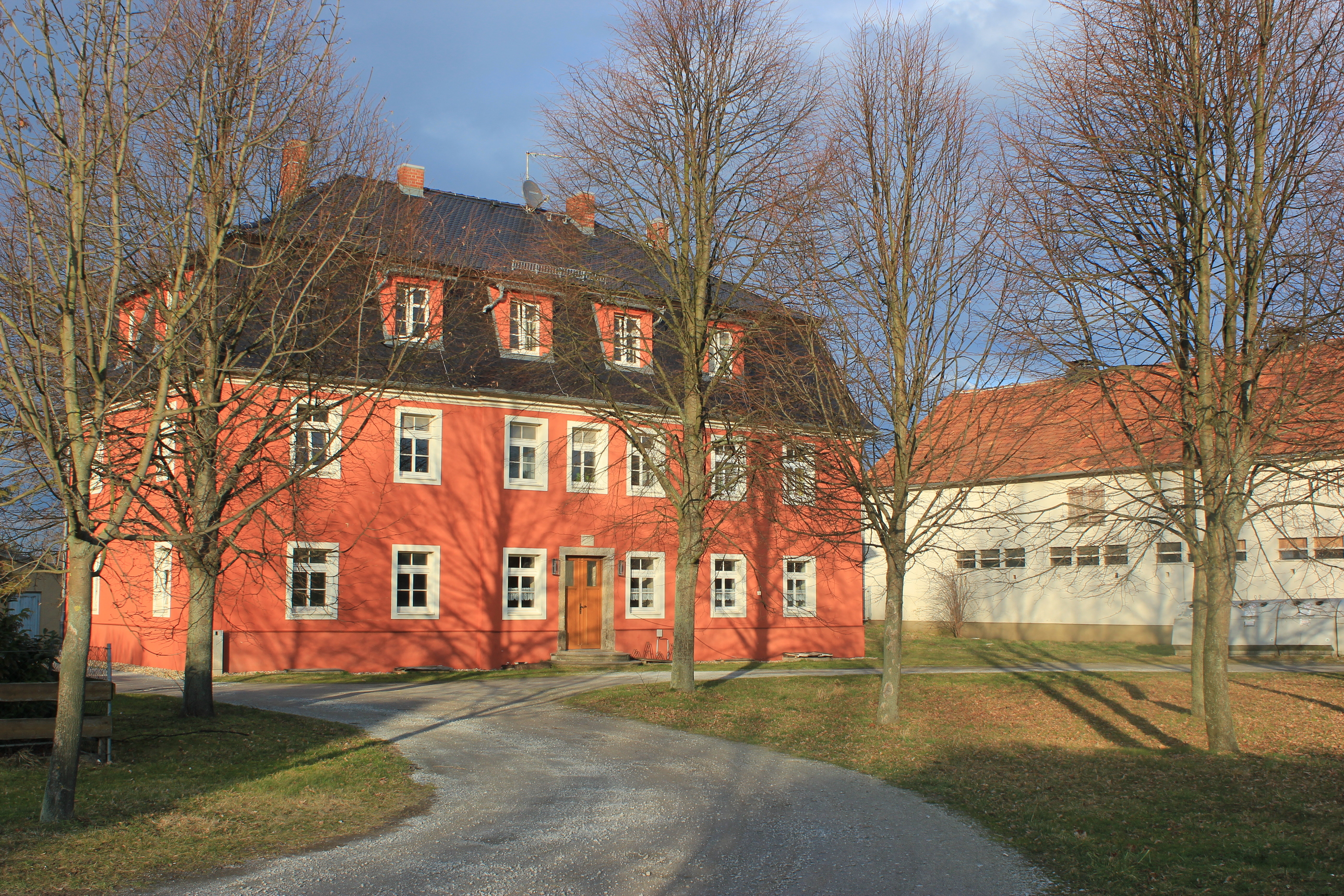
Бывшее поместье. Памятник культуры и истории земли Саксония

Квос или Ха́сов (нем. Quoos; в.-луж. Chasowо файле) — деревня в Верхней Лужице, Германия. Входит в состав коммуны Радибор района Баутцен в земле Саксония. Подчиняется административному округу Дрезден.

## География
На западе деревни проходит федеральная дорога Бундесштрассе 96. Располагается примерно в 9 километрах на северо-восток от Будишина и в двух километрах на запад от административного центра коммуны Радибор. На юге деревни — небольшой лесной массив, непосредственно примыкающий к населённому пункту. На севере деревни — обширный ландшафт прудов.
Соседние деревни: на востоке — деревни Бронё и Радибор, на юге — деревня — Чорны-Годлер и на западе — деревня Луг коммуны Нешвиц.

## История
Впервые упоминается в 1242 году под наименованием Kazow(e), Casowe, Kas(s)owe. На севере деревни располагалось средневековое укрепление. До 1500 года деревня принадлежала рыцарскому роду фон Шрайберсдорф (von Schreibersdorf), позже принадлежала роду фон Плауниц (von Plaunitz). С 1605 года была собственностью рода Миквиц. В 1803 году деревню приобрёл Мартин Мите (Martin Miethe), который построил здесь пивоварню. В 1804 году он построил двухэтажный барочный особняк с хозяйственными постройками.
В 1890 году была построена железнодорожная станция линии Баутцен — Кёнигсварта (с 1999 года закрыта).
С 1936 по 1994 года входила в состав коммуны Луги, с 1994 по 1999 года — в коммуну Нешвиц. С 1999 года входит в состав современной коммуны Радибор.
В настоящее время деревня входит в состав культурно-территориальной автономии «Лужицкая поселенческая область», на территории которой действуют законодательные акты земель Саксонии и Бранденбурга, содействующие сохранению лужицких языков и культуры лужичан.
Исторические немецкие наименования:
- Nicolaus, Zachmannus de Chozow, Kazow(e), Casowe, Kas(s)owe, 1242
- Qvosow, 1391
- Qwassaw, Quossaw, 1416
- Quossaw, 1519
- Kose, Koße, 1529
- Kquossaw, 1532
- Quosse, Quoß, Quos, 1540
- Quoos, 1791

## Население
Официальным языком в населённом пункте, помимо немецкого, является также верхнелужицкий язык.
Согласно статистическому сочинению «Dodawki k statisticy a etnografiji łužickich Serbow» Арношта Муки в 1884 году проживало 174 человека (из них — 168 серболужичан (97 %)).
| 1834 | 1871 | 1890 | 1910 | 1925 | 2011 | 2016 |
| ---- | ---- | ---- | ---- | ---- | ---- | ---- |
| 155  | 178  | 178  | 172  | 207  | 168  | 149  |

## Достопримечательности
Памятники культуры и истории земли Саксония
- Бывшее поместье, д. 1, 1а, 1804 (№ 09253182)
- Конюшня (Wohnstallhaus mit integriertem Wirtschaftsteil), д. 26, вторая половина XIX века (№ 09253181)

## Известные жители и уроженцы
- Марья Кубашец (1890—1976) — серболужицкая детская писательница;
- Малинкова, Трудла (род. 1955) — нижнелужицкая писательница, историк, публицист, редактор и общественный деятель.